# Thomas Beck
Thomas Beck (ur. 21 lutego 1981) – liechtensteiński piłkarz grający na pozycji napastnika.

## Kariera klubowa
Karierę piłkarską Beck rozpoczął w klubie FC Schaan z Liechtensteinu, ale grał tam jedynie w drużynach młodzieżowych. W 1999 roku odszedł do FC Vaduz, grającego w niższych ligach Szwajcarii. Zadebiutował w nim w 1999 roku, a w 2000 roku zdobył z nim Puchar Liechtensteinu. W sezonie 2000/2001 był zawodnikiem Grasshopper Club, ale nie przebił się do składu tej drużyny. W 2002 i 2003 roku ponownie zdobył z Vaduz krajowy puchar. Latem 2003 odszedł do FC Chiasso, a w 2005 roku do innego drugoligowca, SC Kriens. W 2006 roku grał w FC Bad Ragaz, a latem tamtego roku zaczął grać w Austrii. W latach 2006–2008 występował w FC Blau-Weiß Feldkirch, przez kolejne dwa lata grał w FC Hard, przez trzy lata występował w FC Balzers. W lipcu 2013 wrócił do FC Hard.

## Kariera reprezentacyjna
W reprezentacji Liechtensteinu Beck zadebiutował 2 września 1998 roku w przegranym 0:7 spotkaniu eliminacji do Euro 2000 z Rumunią. Wraz z Liechtensteinem wystąpił też w eliminacjach do Mistrzostw Świata 2002, Euro 2004, Mistrzostw Świata 2006, Euro 2008 i Mistrzostw Świata 2010. W eliminacjach do MŚ 2006 strzelił 3 gole, a w eliminacjach do Euro 2008 - 2 gole.